# Arquímides Ordóñez
Arquímides Ordóñez, né le 5 août 2003 à Cincinnati aux États-Unis, est un footballeur international guatémaltèque jouant au poste d'attaquant au Loudoun United FC.

## Biographie

### Parcours en club
Né à Cincinnati aux États-Unis, Arquímides Ordóñez est formé par le Kings Hammer Academy, le Cincinnati United Premier, le Crew de Columbus puis le FC Cincinnati. Le 3 juillet 2021, en raison de ses performances avec l'équipe des jeunes, Ordóñez signe un contrat de Homegrown Player avec le FC Cincinnati pour une durée de trois ans.
C'est avec ce club qu'il fait ses débuts en professionnel, jouant son premier match le 25 juillet 2021, lors d'une rencontre de championnat face au Nashville SC. Remplaçant, il entre au jeu à la 74e à la place d'Edgar Castillo. Le FC Cincinnati s'incline sur le score de trois buts à zéro.

### Parcours en sélection
Il reçoit sa première sélection en équipe du Guatemala le 24 septembre 2022, contre la Colombie. Lors de cette rencontre amicale, la Colombie s'impose sur le score de quatre buts à un but.

## Palmarès
FC Cincinnati
- Vainqueur du Supporters' Shield en 2023.